# Ingenieros Industriales Las Rozas Rugby
Ingenieros Industriales Las Rozas es uno de los equipos de rugby de la ciudad de Las Rozas de Madrid (Madrid) España. Actualmente el equipo milita en División de Honor B. La mascota del club es un Gorila.
El equipo fue fundado en 1971 al federarse un grupo de jugadores de la Escuela Técnica Superior de Ingenieros Industriales de Madrid en la liga castellana.

## Historia
La Agrupación Deportiva Ingenieros Industriales de Rugby fue fundada en el año 1971 debutando en la 3.ª regional de la entonces llamada Federación Castellana de Rugby. Debutó frente a Canoe Natación Club un 11 de diciembre de 1971 con un 10-4 a favor de los nadadores. La primera victoria se obtuvo el 11 de marzo de 1972, con un resultado de 6-0 frente al Telecomunicaciones.
El primer presidente fue José Antonio González Romero “Gallego”, a partir de año 1977 y hasta el año 2004 Guillermo Rueda “Presi” dirigió los destinos del club, entregando el testigo a Juan José García Luna “Peloco”. 
En un principio el equipo inició sus entrenamientos en la misma Escuela de Industriales dado que todos los integrantes eran estudiantes de la citada ingeniería, muy pronto, en el año 1972, el club se abrió a jugadores que no fueran de la escuela, principalmente del Colegio Mayor San Agustín (con esta camada llegó el presidente "Peloco" entre otros) y con la Escuela de Navales. El primer entrenador del equipo fue Fernando Guzmán, que provenía del Olímpico (con quién llegó Juan Simonin “Francés”, Fernando Hevia o Juan Brotons entre otros). 
En 1973 se tomaron dos importantes decisiones, cambiar de sede de entrenamiento (del frontón de la escuela de industriales, a un terreno no menos duro pero sí más amplio, el campo de fútbol de Las Escuelas Pías de San Fernando en el barrio de Moncloa) y se decidió crear un equipo juvenil buscando continuidad para el club (Nacho Cordero y Javivi). En 1973 se amplía la escuela con cadetes jugando simultáneamente los juegos escolares como San Fernando, y la liga federada como Ing. Industriales. Fue en este momento cuando el equipo escogió los colores para su segunda equipación, de color rojo. 
En 1975 se traslada el colegio a Pozuelo y el equipo vuelve a la Escuela de Industriales para poco después volver a entrenar en los Escolapios, ya en Pozuelo. Durante alguno años se alternaron los entrenamientos entre el colegio de Pozuelo y el campo de tierra del SEU (hoy campo Central).
Es en esta época cuando el equipo está consolidados con equipos en cadetes, juveniles, un filial juvenil “Athos”, y llegando a tener hasta tres equipos sénior. 
El equipo estrena entonces una sede social (primera sede en la calle Caños del Peral, 7) y tras esto el equipo se traslada para tener por primera vez un campo propio, para ello firman con el Ayuntamiento de Las Rozas en 1984, siendo alcalde D. Jesús Zúñiga, la cesión por 25 años del campo municipal El Abajón, siendo financiado íntegramente el acuerdo por el club. Años después, la llegada del Atlético de Madrid a las Rozas supuso el traslado a Algete compaginándo esta etapa con la utilización de un colegio en Arturo Soria.
En el año 1984 el equipo regresa a las Rozas y crea la escuela Municipal de Rugby de Las Rozas que continúa hasta la fecha y de la que han salido multitud de jugadores. 
En el año 1986 se consiguió el sueño: El ascenso a Liga Nacional. Tras unos años de subidas y bajadas de división el equipo se estabilizó en la Liga Nacional. 
En el club destacan las giras que se han realizado, la primera de ellas en 1974 en Salamanca para jugar con el sargento Peppers, en 1976 a Andorra, en 1977 Burdeos, 1978 Cascais y Coímbra, y en 1980 Zaragoza, siendo Andorra descartada como localización por exceso de nieve. 
A partir de 1992 las giras se extienden a las islas británicas: Gales, Inglaterra e Irlanda. 
El año 2002 el equipo cruza el Atlántico para jugar en Bogotá, repitiendo visita en el 2003 y posteriormente en 2007, 2008 y 2009 donde participó en el primer Torneo Iberoamericano de Rugby, volviendo en el 2018.

## El Cantizal

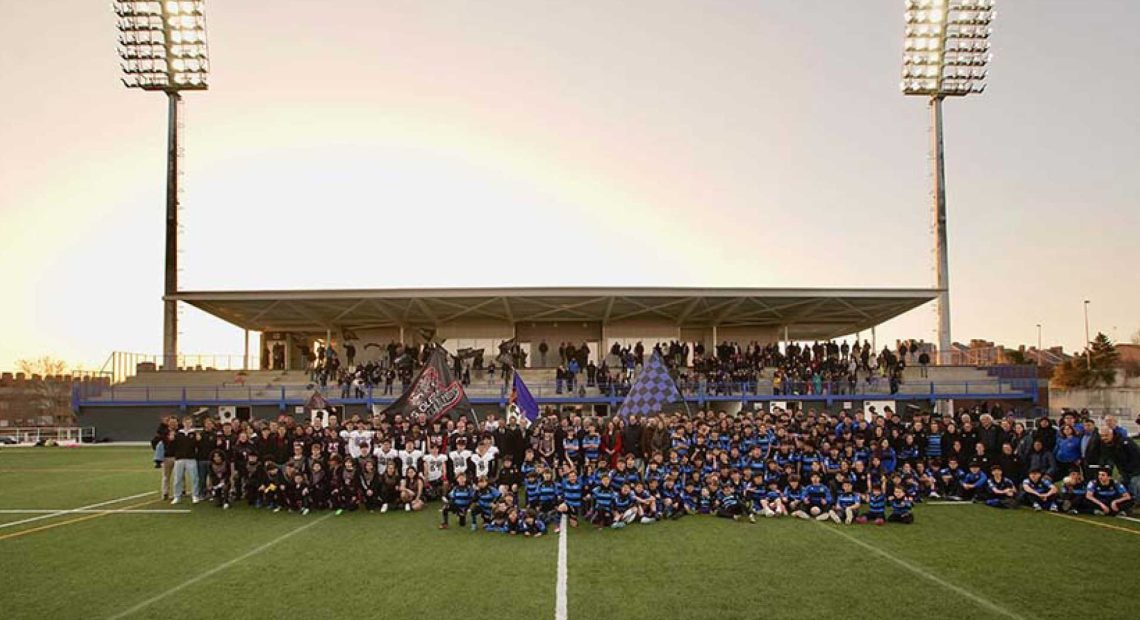
El Cantizal

Industriales juega sus partidos como local en el campo deportivo de El Cantizal, compartiendolo con el equipo de fútbol americano Las Rozas Black Demons.
Su inauguración fue en el año 2006 y en el 2018 el campo tuvo una primera reforma para ser el primer campo homologado para la práctica del futbol americano.
Cuenta con una capacidad de 800 asistentes, después de ser remodelado en 2023, donde inauguraron la nuevas instalaciones del estadio.

## Equipos
- Sénior A (División de Honor B)
- Sénior B (1.ª Regional Madrileña)
- Sénior C (2.ª Regional Madrileña)
- Sénior D (3.ª Regional Madrileña)
- Femenino (1.ª Regional Madrileña)
- Sub-18
- Sub-16
- Sub-14
- Sub-12
- Sub-10
- Sub-8
- Sub-6
- Ingenieros Industriales Bogotá

## Plantilla y personal técnico 2023-2024

### Personal técnico
| Puesto                | Nombre        | Nacionalidad |
| --------------------- | ------------- | ------------ |
| Primer Entrenador     | Wayne Gardner | Sudáfrica    |
| Entrenador Asistente  | Nacho Escobar | España       |
| Entrenadora Asistente | Mar Álvarez   | España       |
| Entrenador Asistente  | Jacobo Moreno | España       |

### Plantilla Equipo Masculino A

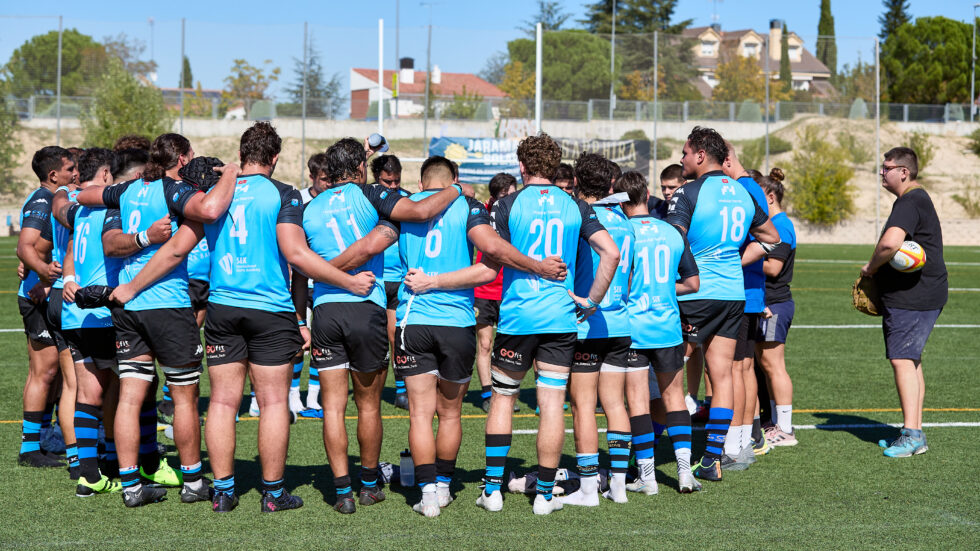
Industriales en 2024

La plantilla de Industriales Masculino A para la temporada 2023-2024 División de Honor B:
| Primeros líneas - Ulyses Rava - Marcos González - Cristian Bartoloni - Ethan Cheek - Agustín Orsi - José Latigano - Martín Bastias Segundas líneas - Sergio Natalino - Álvaro Riva - Mariano Maraver - Sebastián Esquivel - Javier González - Miguel Cámara | Terceros líneas - Nicolás González - Ethan Southcombe - Ugo Prospero - Diego Ferreiro - Gabriel González - Rodrigo Serrano Medio/Aperturas - Iñigo Fuica - Iñaki Cortés - Wayne Gardner Centros - Luke Jenkins - José Matías - Lucas Álvarez - Mario Andrino - Romero Baltus - Agustín Pantizal - Andrés Santos | Alas - Gabriel García - Álvaro Ferreiro - Miqueas Nuñez - Javier Guillermo - Jon de la Guardia Zagueros - Fernando Luna |
| | | |

### Plantilla Equipo Femenino
| Primeras líneas - Macarena Contreras - Marta Ferrán - Beatriz García-Ocara - Carmen Latas - Marina Iguaz - Jessica Prado - Almudena Otero - Lucía Serrano - María Casas Segundas líneas - Carlota Gil - María de Vega - Lucía Calvo | Terceras líneas - Lucía Bueso-Inchausti - Marta Cadierno - Alicia Guío - Denisse Gortazar - Aiala Belzunegui - Rodrigo Serrano Medio meles - Ana Muñoz - Alicia Guio Aperturas/Centros - Almudena Rico - María López - Lorea González - Mónica Gutiérrez - Claudia Rubio - Nadia Rada - María Rodríguez | Centros/Alas - Sofía Zabara - Chlóe Rabilloud - Leyre Cano Alas - Irma Doliwa - Nadia Rada - Alba Villameriel - Juliette Bernars Zagueras - Elena Casas - Victoria Sarabia |
| | | |